# Liên minh Khí đốt Quốc tế
Liên minh Khí đốt Quốc tế (viết tắt IGU), thành lập vào năm 1931 tại Vương quốc Liên hợp Anh và Bắc Ireland, được đăng kí tại thành phố Vevey, Thuỵ Sĩ, ban thư kí đại hội hiện đặt tại Barcelona, Tây Ban Nha, là một tổ chức quốc tế phi lợi nhuận, do 164 ban ngành chính phủ, hiệp hội ngành nghề và doanh nghiệp đến từ 92 quốc gia và vùng lãnh thổ hợp thành, đại diện 97% sản lượng và thị trường tiêu thụ khí thiên nhiên trên toàn cầu.
Tông chỉ của IGU là đề xướng nguồn năng lượng khí thiên nhiên trở thành một bộ phận cấu thành quan trọng của hệ thống năng lượng bền vững toàn cầu, thúc đẩy ngành nghề khí đốt thế giới tiến bộ ở phương diện chính trị, công nghệ và kinh tế, đề cao sức cạnh tranh của khí thiên nhiên trong thị trường năng lượng toàn cầu, thúc đẩy sự đổi mới của mỗi một mắc xích trong chuỗi cung ứng khí đốt, phát huy mạnh lợi thế của năng lượng khí thiên nhiên ở lĩnh vực kinh tế, xã hội và môi trường tự nhiên, hỗ trợ phát triển công nghệ mới và kĩ năng nghiệp vụ mới ở lĩnh vực khí đốt, khuyến khích trao đổi mua bán khí thiên nhiên giữa các nước, tăng cường giao lưu và hợp tác giữa các thành viên và tổ chức quốc tế khác.
Tổ chức công tác của IGU đã bao phủ toàn bộ giá trị của chuỗi khí thiên nhiên, bao gồm thăm dò và sản xuất, truyền dẫn thông qua đường ống và khí thiên nhiên hoá lỏng (LNG), phân phối và đốt cháy khí thiên nhiên tại điểm sử dụng.
IGU cứ 3 năm bầu ra chủ tịch IGU trong số các thành viên chính thức. Trung Quốc có nhiều thành viên ở IGU. Tập đoàn khí đốt Bắc Kinh (Bejing Gas), Dầu mỏ và Khí thiên nhiên Trung Quốc (PetroChina) là thành viên dự bị cấp cao nhất, được hưởng quyền lợi giống với thành viên chính thức. Ngoài ra, Hiệp hội LNG Trung Quốc, Dầu mỏ và Hoá chất Trung Quốc (Sinopec) là thành viên dự bị phổ thông. IGU có sức ảnh hưởng to lớn và sâu xa ở ngành khí đốt thế giới, là cây cầu khai thông giữa nghề khí đốt thế giới với chính phủ.

## Cơ quan phụ trách
Liên minh Khí đốt Quốc tế trước mắt có 9 uỷ ban công tác, bao gồm:
1. Khai thác và sản xuất khí thiên nhiên
2. Trữ tồn khí thiên nhiên ngầm dưới đất
3. Đường ống truyền khí thiên nhiên đường dài
4. Vận chuyển và phân phối khí thiên nhiên
5. Ứng dụng khí thiên nhiên
6. Phát triển bền vững
7. Chiến lược, kinh tế và pháp quy
8. Mở rộng thị trường khí thiên nhiên
9. Khí thiên nhiên hoá lỏng (LNG)

Các hoạt động hằng năm và nghiên cứu chuyên đề của những uỷ ban này sẽ cung cấp lượng lớn bài báo cáo luận văn về công nghệ kĩ thuật cho Đại hội Khí đốt Thế giới.